# Rzeczownik odczasownikowy
Rzeczownik odczasownikowy, rzeczownik odsłowny, gerundium, odsłownik – rzeczownik utworzony od czasownika, zwykle będący nazwą czynności lub stanu.

## Przykłady
W języku polskim rzeczownik odczasownikowy odmienia się przez przypadki, jak większość rzeczowników. Najczęściej tworzy się go za pomocą przyrostka -nie lub -cie, na przykład pływanie (od pływać) albo mycie (od myć). Często taką samą formę przyjmują nazwy wytworów lub obiektów, na których czynność się odbywa, na przykład jedzenie (od jeść).
Należy odróżnić użycie tego słowa w funkcji gerundialnej (zazwyczaj jest to wówczas rzeczownik abstrakcyjny) od użycia go w funkcji zwykłego rzeczownika, często konkretnego (rzeczownik odsłowny: „Jedzenie kapusty może powodować wzdęcia”, „Mieszkanie na poddaszu nie trwało długo, bo wkrótce otrzymali lepszy lokal”; rzeczownik konkretny: „Kapusta to moje ulubione jedzenie”, „Kupili nowe mieszkanie”). Nie z rzeczownikami odczasownikowymi pisze się łącznie, na przykład: niedotrzymanie terminu, niepalenie papierosów, nieuświadomienie pacjentów, nieprzestrzeganie reguł, niezatrzymanie się, niewykonanie polecenia.
W języku angielskim formę gerundialną (gerund) tworzy się za pomocą przyrostka -ing, na przykład waiting („czekanie”). Uwaga: w ten sam sposób tworzy się w języku angielskim imiesłów przysłówkowy współczesny oraz imiesłów przymiotnikowy czynny, czyli waiting może znaczyć „czekający/-a/-e” albo „czekając” (w zależności od funkcji w zdaniu lub kontekstu).
W języku niemieckim forma gerundialna (Gerundium) ma taką samą postać jak bezokolicznik, jest rodzaju nijakiego i pisana wielką literą, jak wszystkie niemieckie rzeczowniki, na przykład das Essen (od essen). Występuje w funkcji rzeczownika będącego nazwą czynności.
W języku hiszpańskim forma gerundialna (gerundio) ma przyrostek -ando lub -iendo (-yendo) w zależności od rodzaju koniugacji, na przykład caminando (od caminar), leyendo (od leer). Występuje wyłącznie w funkcji imiesłowowej.
W języku włoskim forma gerundialna (gerundio) ma przyrostek -ando lub -endo, zależnie od sposobu odmiany, na przykład parlando (od parlare), leggendo (od leggere), finendo (od finire).
W języku węgierskim formę gerundialną (gerundium) tworzy się poprzez dodanie przyrostka -ás albo -és do tematu czasownika, w zależności od jego harmonii wokalicznej, na przykład elrejtés (od. elrejt), úszás (od. úszik).
W języku łacińskim gerundium występuje w funkcji rzeczownikowej prawie wyłącznie w przypadkach zależnych, na przykład facultas dicendi („zdolność mówienia”).

## Sposoby wyrażania teraźniejszości
W niektórych językach istnieją gerundialne konstrukcje gramatyczne służące do wyrażania czynności odbywającej się w chwili mówienia.

### Język hiszpański
W języku hiszpańskim istnieje konstrukcja estar + gerundio, składająca się z odmienionego czasownika estar (być odnoszące się do stanu przejściowego, w odróżnieniu od ser – być używane przy określaniu cechy stałej) oraz formy gerundium.
Przykłady:
- ¿Qué estás haciendo? – Co robisz (w tej chwili)?
- Estamos escuchando la radio. – Słuchamy radia (w tym momencie).

### Język włoski
W języku włoskim istnieje konstrukcja stare + gerundio, składająca się z odmienionego czasownika stare (czuć się, przebywać, być, „zwykłe” być to po włosku essere) oraz formy gerundium.
Przykłady:
- Che stai facendo? – Co robisz (w tej chwili)?
- Stiamo parlando. – Rozmawiamy (w tym momencie).
- Marco sta leggendo un giornale. – Marco (właśnie) czyta gazetę.
- Stavo andando al cinema, quando l’ho vista. – Szedłem (właśnie) do kina, kiedy ją zobaczyłem.